# Кара-Калпацька автономна область
Кара-Калпацька автономна область (каракалпацька: Қарақалпақстан АССР; узб. Қорақалпоғистон АССР; рос. Каракалпакская АССР) — адміністративно-територіальна одиниця РРФСР в 1925—1932 роках.
Центр — місто Турткуль.

## Історія
Кара-Калпацька АО утворена 16 лютого 1925 як автономне територіальне утворення для каракалпаків. Спочатку входила до складу Киргизької (з березня 1925 — Казакської АРСР), а в 1930 була переведена у безпосереднє підпорядкування РРФСР.
20 березня 1932 перетворена на Кара-Калпацьку АРСР.

## Національний склад
За переписом 1926 року:
- Каракалпаки — 38,1%,
- Казахи — 28,2%,
- Узбеки — 27,6%,
- Туркмени — 3,2%,
- Росіяни — 1,6%.

## Керівництво Кара-Калпацької автономної області

### Голови Тимчасового революційного комітету
1. Кудабаєв Абу Єржанович (жовтень 1924 — лютий 1925)

### Голови облвиконкому
1. Кудабаєв Абу Єржанович (лютий 1925 — квітень 1925)
2. Авезов Касим (квітень 1925 — березень 1929)
3. Нурмухамедов Коптлеу (березень 1929 — травень 1932)

### Відповідальні секретарі Організаційного бюро
1. Досназаров Аллаяр Каразович (жовтень 1924 — квітень 1925)
2. Кудабаєв Абу Єржанович (квітень 1925 — жовтень 1925)

### Відповідальні секретарі обкому ВКП(б)
1. Кудабаєв Абу Єржанович (жовтень 1925 — вересень 1927)
2. Варламов Петро Іванович (вересень 1927 — травень 1930)
3. Чурбанов Тимофій Іванович (травень 1930 — березень 1932)

## Ресурси Інтернету
- Кара-Калпацька автономна область [Архівовано 24 травня 2017 у Wayback Machine.]